# 2497 Kulikovskij

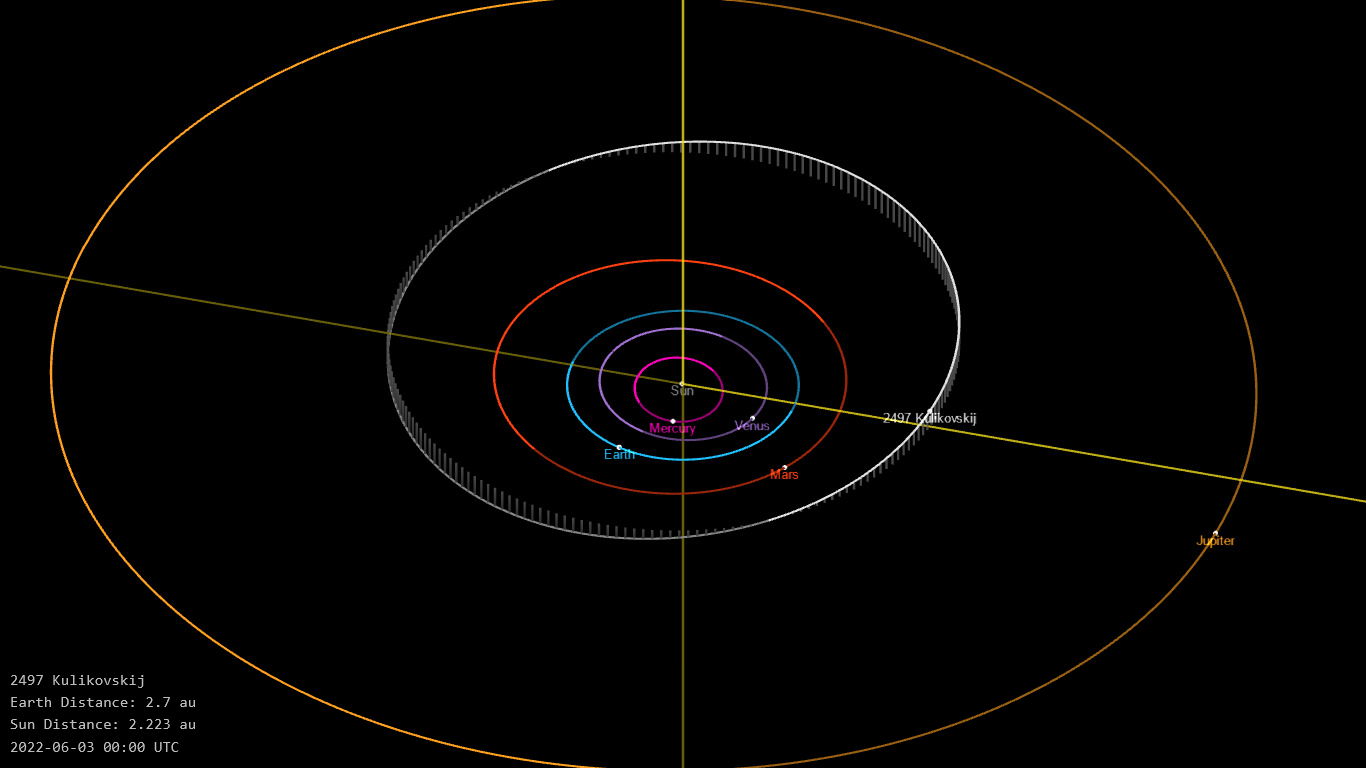

2497 Kulikovskij è un asteroide della fascia principale. Scoperto nel 1977, presenta un'orbita caratterizzata da un semiasse maggiore pari a 2,5431323 UA e da un'eccentricità di 0,2278772, inclinata di 5,83724° rispetto all'eclittica.
L'asteroide è dedicato all'astronomo russo Pëtr Grigor'evič Kulikovskij.